# Station Coucy-lès-Eppes
Station Coucy-lès-Eppes is een spoorwegstation in de Franse gemeente Coucy-lès-Eppes.